# Бетіна Хосамі
Бетіна Хосамі (ісп. Betina Jozami, нар. 8 вересня 1988, Парана) — професійна тенісистка з Аргентини. Не має перемог на турнірах WTA, але вигравала п'ять одиночних й одинадцять парних титулів на турнірах ITF.

## Титули

### Одиночний розряд (6)
| -                 |
| ----------------- |
| Tier I (0)        |
| Tier II           |
| Tier III (0)      |
| Tier IV / V (0)   |
| Великий Шолом (0) |
| Чемпіонат WTA (0) |
| Турніри ITF (6)   |

| №  | Дата            | Турнір                 | Тур | Покриття | Суперник у фіналі        | Рахунок       |
| 1. | 28 травня 2006  | Монтеррей, Мексика     | ITF | Гард     | Маріана Дюк Маріно       | 6-3, 6-3      |
| 2. | 4 червня 2006   | Леон, Мексика          | ITF | Гард     | Августіна Лепуа          | н/д           |
| 3. | 17 вересня 2006 | Тампіко, Мексика       | ITF | Гард     | Даніела Муньйос Галлегос | 6-3, 6-0      |
| 4. | 24 вересня 2006 | Гвадалахара, Мексика   | ITF | Ґрунт    | Естефанія Крачун         | 6-3, 6-4      |
| 5. | 1 жовтня 2006   | Сьюдад Хуарес, Мексика | ITF | Ґрунт    | Естефанія Крачун         | 6-1, 0-6, 6-2 |
| 6. | 6 квітня 2008   | Чивітавекк'я, Італія   | ITF | Ґрунт    | Полона Герцог            | 6-2, 6-2      |

### Фіналістка (3)
| -                 |
| ----------------- |
| Tier I (0)        |
| Tier II           |
| Tier III (0)      |
| Tier IV / V (0)   |
| Великий Шолом (0) |
| Чемпіонат WTA (0) |
| Турніри ITF (3)   |

| №  | Дата            | Турнір                     | Тур | Покриття | Суперник у фіналі | Рахунок       |
| 1. | 27 липня 2003   | Пуерто-Ордас, Венесуела    | ITF | Гард     | Сусана Черна      | 6-0, 6-0      |
| 2. | 12 вересня 2004 | Сантьяго                   | ITF | Ґрунт    | Марія Хосе Аргері | 6-4, 7-5      |
| 3. | 23 липня 2006   | Кампос-ду-Жордао, Бразилія | ITF | Гард     | Марія Хосе Аргері | 4-6, 6-2, 6-3 |

### Парний розряд (11)
| -                 |
| ----------------- |
| Tier I (0)        |
| Tier II           |
| Tier III (0)      |
| Tier IV / V (0)   |
| Великий Шолом (0) |
| Чемпіонат WTA (0) |
| Турніри ITF (11)  |

| №   | Дата            | Турнір                      | Тур   | Покриття | Партнер                     | Суперники у фіналі                         | Рахунок           |
| 1.  | 5 вересня 2004  | Асунсьйон, Парагвай         | ITF   | Ґрунт    | Вероніка Шпігель            | Бруна Колосіо Ана Лусія Мільїаріні де Леон | 7-5, 6-4          |
| 2.  | 12 лютого 2006  | Мерида, Мексика             | ITF   | Гард     | Августіна Лепуа             | Еріка Кларк Даніела Муньйос Галлегос       | 6-1, 6-2          |
| 3.  | 28 травня 2006  | Монтеррей, Мексика          | ITF   | Гард     | Августіна Лепуа             | Валері Тетро Лорена Вільялобос Крус        | 4-6, 6-1, 6-2     |
| 4.  | 11 червня 2006  | Халапа, Мексика             | Гард  | ITF      | Даніела Муньйос Галлегос    | Марія Ірігойєн Флавія Міньйола             | 7-6 (8), 3-6, 6-1 |
| 5.  | 16 липня 2006   | Каракас, Венесуела          | Гард  | ITF      | Каріна Андреа Кох Бенвенуто | Марія Ірігойєн Флавія Міньйола             | 4-6, 6-2, 6-2     |
| 6.  | 17 вересня 2006 | Тампіко, Мексика            | Гард  | ITF      | Даніела Муньйос Галлегос    | Еріка Кларк Кортні Нейджл                  | н/а               |
| 7.  | 24 вересня 2006 | Гвадалахара, Мексика        | Ґрунт | ITF      | Даніела Муньйос Галлегос    | Александра Дульєру Валерія Пулідо Веласко  | 7-5, 6-4          |
| 8.  | 1 жовтня 2006   | Сьюдад Хуарес, Мексика      | Ґрунт | ITF      | Естефанія Крачун            | Еріка Кларк Кортні Нейджл                  | 6-1, 6-1          |
| 9.  | 10 червня 2007  | Мадрид, Іспанія             | ITF   | Ґрунт    | Хорхеліна Краверо           | Ніна Братчікова Неуза Сільва               | 6-4, 6-4          |
| 10. | 5 серпня 2007   | Вашингтон, США              | Гард  | ITF      | Хорхеліна Краверо           | Джулі Дітті Наталі Грандін                 | 1-6, 6-1, 6-2     |
| 11. | 27 січня 2008   | Вайколоа Віледж, Гаваї, США | Гард  | ITF      | Марія Фернанда Алвеш        | Енджела Гейнес Машона Вашінгтон            | 7-5, 6-4          |
| 12. | 5 квітня 2008   | Чивітавекк'я                | Ґрунт | ITF      | Хорхеліна Краверо           | Стефанія Чієппа Дарина Кустова             | 4-6, 6-3, 10-6    |